# 주5일근무제
주5일근무제(週五日勤務制, 영어: five-day week))는 주 5일, 하루 8시간, 주 40시간을 사업장에서 근무 또는 학교에서 학습하게 하는 제도이다. 대한민국은 2004년 7월부터 단계적으로 실시하고있다.
주40시간근무제라고도 한다. 법정 노동시간을 주당 40시간 이내로 한정하면, 하루에 평균 8시간씩 노동을 하게 되어 1주일에 5일만 일을 하면 된다. 주5일근무제는 1주일에 5일 동안 일을 하고, 나머지 이틀은 쉬는 제도를 말한다. 프랑스, 독일, 일본, 미국, 캐나다, 오스트레일리아, 네덜란드, 오스트리아, 벨기에, 중국 등에서도 실시중이다.

## 국가별 시행시기
- 1936년부터 미국과 프랑스에서 주 40시간근무제를 실시하였다.[3]
- 독일은 1967년, 일본은 1987년부터 주 40시간근무제를 실시하였다. 그러나 2004년 현재 이들 3개국의 주당 근무 시간은 40시간보다 적다.
- 대한민국은 2003년 근로기준법을 개정하여 하루 8시간, 주 40시간을 노동시간으로 정했다. 노동자의 동의가 있으면, 12시간 이내로 초과노동[4] 또는 연장노동이 가능하며, 통상임금[5]의 50%를 초과노동수당 또는 연장노동수당으로 지급해야 한다. 단, 18세미만 청소년은 부모의 취업허가를 서면으로 받아야 하며, 노동시간은 하루 7시간, 주 35시간을 노동할 수 있다.

## 주 4.5일제 도입
2025년 이재명 정부의 김영훈 고용노동부 장관 후보자는 “노란봉투법-주4.5일제, 반드시 가야할 길”이라고 말했다.

## 같이 보기
- 주4일근무제
- 주3일근무제
- 유연근무제(플렉스타임)
- 일자리 나누기
- 기본소득